# Himalajski jezici
Himalajski jezici, skupina tibetsko-burmanskih jezika kojima se služe različiti Himalajski narodi što žive u planinskim predjelima Himalaje i Tibeta, po državama Indija, Kina (Tibet), Nepal, Butan i drugdje. Obuhvaća (145) jezika podijeljenih na tibetsko-kanaursku i mahakirantsku podskupinu. 
A) Mahakirantski jezici (51)
a1. Kham-Magar-Chepang-Sunwari jezici (13) Nepal: 
a. Chepang (4): bujhyal, chepang, kusunda, wayu;
b. Kham (4): kham (2 jezika: gamale, sheshi), parbate (2 jezika: istočni i zapadni);
c. Magar (3): magar (2 jezika, istočni i zapadni), raji;
d. Sunwari (2): bahing, sunwar.
a2. Kirantski jezici (37) Nepal, Indija: 
a. Istočni (27): athpariya, bantawa, belhariya, camling, chhintange, chhulung, chukwa, dungmali, kulung, lambichhong, limbu, lorung (2 jezika: sjeverni i južni), lumba-yakkha, meohang (2 jezika: istočni i zapadni), moinba, nachering, phangduwali, pongyong, puma, saam, sampang, waling, yakha, yamphe, yamphu;
b. Zapadni (9): dumi, jerung, khaling, koi, lingkhim, raute, thulung, tilung, wambule;
c. tomyang.
a3. Newarski jezici (1) Nepal: newar.
B) Tibetsko-kanaurski jezici (93):
b1. Lepcha (1) Indija: lepcha.
b2. Tibetski (71) Butan, Nepal, Kina, Indija, Pakistan: 
a. Bodo (1) Butan: tshangla;
b. Dhimal (2) Indija, Nepal: dhimal, toto;
c. Tamang (15) Nepal: chantyal, ghale (3 jezika: južni, sjeverni, kutang), gurung (2 jezika: istočni i zapadni), manangba, nar phu, seke, tamang (5 jezika: istočni, zapadni, istočni gorkha, sjeverozapadni, jugozapadni), thakali;
d. Tibetanski (53):  
d1. centralni (19) Kina, Nepal, Indija: atuence, dolpo, helambu sherpa, humla, jad, kagate, kyerung, lhomi, lowa, mugom, nubri, panang, spiti bhoti, stod bhoti, tibetski (centralni), tichurong, tseku, tsum, walungge.
d2. istočni (8) Butan: bumthangkha, chalikha, dakpakha, khengkha, kurtokha, nupbikha, nyenkha, olekha,
d3. sjeverni (3) Kina: choni, tibetski (amdo i khams ili khampa),
d4. južni (12) Butan Nepal, Indija: adap, brokkat, brokpake, chocangacakha, dzongkha, groma, jirel, lakha, layakha, lunanakha, sherpa, sikimski.
d5. Zapadni (6) Indija, Pakistan: balti, purik, zangskari.
a. ladakhi Indija, Kina: changthang, ladakhi, takpa.
d6. gongduk, Butan
d7. lhokpu, Butan
d8. neklasificirani (3): naaba, sherdukpen, thudam.
b3. zapadnohimalajski jezici (20) Indija, Nepal: 
a. Almora (4) Indija: byangsi, chaudangsi, darmiya, rangkas.
b. istočni (2) Nepal: baraamu, thangmi.
c. Janggali (1) Nepal: rawat.
d. Kanauri (12) Indija: gahri, jangshung, kaike, kanashi, kinnauri (3 jezika: chitkuli, bhoti, kinnauri), pattani, shumcho, sunam, tinani, tukpa
e. Rongpo, Indija.
b4. neklasificirani (1) Butan: dzalakha.
C) Neklasificirani (1) Kina: baima.

## Vanjske poveznice
- Ethnologue (14th)
- Ethnologue (15th)